# 제천조차장역
제천조차장역(Jecheonjochajang station, 堤川操車場驛)은 충청북도 제천시 천남동에 위치한 중앙선의 철도역이다. 2006년 11월까지 1일 1회 무궁화호가 정차했었으나, 이후 시각표 개정으로 정차하지 않게 되어 사실상 여객 취급이 중단되었다. 충북선, 중앙선, 태백선 3개 노선이 만나는 조차장이다.

## 배선도
제천조차장의 배선도는 아래와 같다. 건설 당시 동양 최대의 열차 조차장으로, 대전조차장역과 함께 화물 열차의 발착, 조성 등을 주 업무로 하며 그 중에서는 벌크 시멘트의 취급량이 특히 많다. 제천제2공장선(5.0km)이 분기한다. 충북선, 중앙선, 태백선이 교차하는 지점이기 때문에 여객, 열차의 분기 업무도 진행하고 있다. 제천조차장 내 제천조차장차량사업소가 위치하고 있으며, 객차 및 화차의 경정비를 실시하고 있다.

## 연혁
- 1966년 10월 14일: 영업 개시
- 1967년 4월 1일: 사무관역으로 승격
- 1976년 8월 10일: 인천공작창 화차 제 2공장 업무개시
- 1977년 4월 20일: 역사이전
- 1986년 12월 27일: 구내확장(상선 3개선, 하선 8개선)
- 2006년 11월 1일: 여객열차 무정차 통과

## 같이 보기
- 대전조차장역
- 조차장